# Kamerun na Letnich Igrzyskach Olimpijskich 1988
Kamerun na Letnich Igrzyskach Olimpijskich 1988 reprezentowało 15 zawodników. Reprezentacja nie zdobyła żadnego medalu.
Najmłodszym reprezentantem Kamerunu była Jeanne-Ngo Minyemeck Nicole (19 lat), z najstarszym był Ernest Tché-Noubossie (32 lata).